# Aloe tulearensis
Aloe tulearensis ist eine Pflanzenart der Gattung der Aloen in der Unterfamilie der Affodillgewächse (Asphodeloideae). Das Artepitheton tulearensis verweist auf das Vorkommen der Art bei Tuléar auf Madagaskar.

## Beschreibung

### Vegetative Merkmale
Aloe tulearensis wächst stammbildend, ist von der Basis aus sehr verzweigt und bildet große Gruppen. Die niederliegenden bis fast aufrechten Stämme erreichen eine Länge von bis zu 150 Zentimeter und sind 2 bis 3 Zentimeter dick. Die 15 bis 20 verlängerten Laubblätter bilden Rosetten. Die Blätter verschmälern sich zu einer spitzen, zurückgebogenen Spitze. Ihre blass glauke, violettrötlich überhauchte Blattspreite ist 30 bis 40 Zentimeter lang und 3 Zentimeter breit. Die spitzen, deltoiden, roten Zähne am Blattrand sind 3 Millimeter lang und stehen 10 Millimeter voneinander entfernt. Der orangegelbe Blattsaft trocknet gelblich braun.

### Blütenstände und Blüten
Der Blütenstand weist bis zu zwölf Zweige auf und erreicht eine Länge von 40 bis 50 Zentimeter. Der unterste Zweig ist nochmals verzweigt. Die lockeren, zylindrischen Trauben sind 8 bis 15 Zentimeter lang. Die deltoiden, weißen Brakteen weisen eine Länge von 3 Millimeter auf und sind 1,5 Millimeter breit. Die kurz glockenförmigen, roten, blass cremefarben gespitzten Blüten stehen an 4 bis 6 Millimeter langen, dunkel purpurroten Blütenstielen. Die Blüten sind 18 bis 20 Millimeter lang. Auf Höhe des Fruchtknotens weisen die Blüten einen Durchmesser von 5 Millimeter auf. Ihre äußeren Perigonblätter sind fast nicht miteinander verwachsen. Die Staubblätter und der Griffel ragen 2 Millimeter aus der Blüte heraus.

## Systematik und Verbreitung
Aloe tulearensis ist auf Madagaskar in der Provinz Toliara in an der Küste gelegenen Bereichen auf Kalkstein in Höhen von etwa 90 Metern verbreitet.
Die Erstbeschreibung durch Thomas A. McCoy und John Jacob Lavranos wurde 2007 veröffentlicht.

## Nachweise